# 뽀뽀뽀 모두야 놀자
《뽀뽀뽀 모두야 놀자》는 대한민국의 문화방송의 매주 월요일 ~ 수요일 MBC에서 종영 방송 된 유아 교육 프로그램으로, 한국방송공사의 TV유치원, 한국교육방송공사의 딩동댕 유치원과 더불어 3대 어린이 프로그램 트로이카로 군림했다.

## 방송 일시
| 방송 채널 | 방송 기간                       | 방송 시간                                                                           |
| --------- | ------------------------------- | ----------------------------------------------------------------------------------- |
| MBC TV    | 2018년 4월 2일~10일             | 매주 월요일 ~ 화요일 낮 3시 35분 ~ 4시 5분 (30분)                                   |
| MBC TV    | 2018년 4월 23~24일              | 매주 월요일 ~ 화요일 낮 3시 35분 ~ 4시 5분 (30분)                                   |
| MBC TV    | 2018년 5월 14~15일              | 매주 월요일 ~ 화요일 낮 3시 35분 ~ 4시 5분 (30분)                                   |
| MBC TV    | 2018년 5월 28~29일              | 매주 월요일 ~ 화요일 낮 3시 35분 ~ 4시 5분 (30분)                                   |
| MBC TV    | 2018년 4월 16~17일              | 월요일 낮 1시 30분 ~ 2시 (30분) 화요일 낮 2시 55분 ~ 3시 25분 (30분)                |
| MBC TV    | 2018년 4월 30일~5월 1일         | 월요일 낮 3시 20분 ~ 3시 50분 (30분) 화요일 낮 3시 15분 ~ 3시 45분 (30분)           |
| MBC TV    | 2018년 5월 8일                  | 화요일 낮 3시 25분 ~ 3시 55분 (30분)                                                |
| MBC TV    | 2018년 5월 21일                 | 매주 월요일 낮 3시 30분 ~ 4시 (30분)                                                |
| MBC TV    | 2018년 6월 4~5일                | 월요일 낮 4시 ~ 4시 30분 (30분) 화요일 낮 3시 35분 ~ 4시 5분 (30분)                 |
| MBC TV    | 2018년 6월 11일                 | 매주 월요일 낮 4시 30분 ~ 5시 (30분)                                                |
| MBC TV    | 2018년 6월 18~26일              | 매주 월요일 ~ 화요일 낮 3시 45분 ~ 4시 15분 (30분)                                  |
| MBC TV    | 2018년 7월 2~17일               | 매주 월요일 ~ 화요일 낮 3시 50분 ~ 4시 20분 (30분)                                  |
| MBC TV    | 2018년 9월 3~4일                | 매주 월요일 ~ 화요일 낮 3시 50분 ~ 4시 20분 (30분)                                  |
| MBC TV    | 2019년 7월 16일~12월 10일       | 매주 월요일 ~ 화요일 낮 3시 50분 ~ 4시 20분 (30분)                                  |
| MBC TV    | 2019년 12월 16일~2020년 1월 6일 | 매주 월요일 ~ 수요일 낮 3시 50분 ~ 4시 20분 (30분)                                  |
| MBC TV    | 2018년 7월 23~24일              | 매주 월요일 ~ 화요일 낮 3시 55분 ~ 4시 25분 (30분)                                  |
| MBC TV    | 2018년 9월 10일~2019년 7월 9일  | 매주 월요일 ~ 화요일 낮 3시 55분 ~ 4시 25분 (30분)                                  |
| MBC TV    | 2018년 7월 30일, 8월 2일        | 매주 월요일 낮 3시 50분 ~ 4시 20분 (30분) 매주 목요일 낮 2시 40분 ~ 3시 10분 (30분) |
| MBC TV    | 2018년 8월 6~14일               | 매주 월요일 낮 3시 50분 ~ 4시 20분 (30분) 매주 화요일 낮 4시 30분 ~ 5시 (30분)      |
| MBC TV    | 2018년 8월 27일                 | 월요일 낮 4시 30분 ~ 5시 (30분)                                                     |

## 출연자
- 현병수, 효인, 미니큐몬 세로, 미니큐몬 티티, 미니큐몬 나로